# Linea 1 (metropolitana di Incheon)
La linea 1 della metropolitana di Incheon è una linea di metropolitana che serve la città di Incheon, in Corea del Sud. Aperta il 6 ottobre 1999, si estende per 30,3 km e serve 30 stazioni, alcune delle quali sono in comune a quelle della metropolitana di Seul.

## Storia
La costruzione della linea 1 iniziò nel 1993 e durò per 6 anni, i test iniziarono nel marzo del 1999 e l'apertura al servizio nel mese di ottobre dello stesso anno, consentendo ad Incheon di essere la quarta città della Corea del Sud a dotarsi di una metropolitana, dopo Seul, Pusan e Taegu. Un viaggio completo sulla linea dura 57 minuti.

### Estensioni della linea
Il 12 dicembre 2020 è stata aperta, come nuovo capolinea meridionale, la stazione di Songdo Moonlight Festival Park.
Al momento è in corso un progetto per estendere la linea ulteriormente verso nord oltre Gyeyang, fino a Geondan, i cui lavori verranno terminati entro il 2024.

## Stazioni
| Stazione numero | Stazione                                      | Stazione Hangul  | Stazione Hanja   | Collegamenti   | Linea   | Distanza in km | Distanza totale | Luogo   | Luogo       |
|                 |                                               |                  |                  |                |         |                |                 |         |             |
| I110            | Gyeyang                                       | 계양             | 桂陽             | ■ AREX         | Linea 1 | ---            | 0.0             | Incheon | Gyeyang-gu  |
| I111            | Gyulhyeon                                     | 귤현             | 橘峴             |                | Linea 1 | 0.9            | 0.9             | Incheon | Gyeyang-gu  |
| I112            | Bakchon                                       | 박촌             | 朴村             |                | Linea 1 | 1.5            | 2.4             | Incheon | Gyeyang-gu  |
| I113            | Imhak                                         | 임학             | 林鶴             |                | Linea 1 | 1.1            | 3.5             | Incheon | Gyeyang-gu  |
| I114            | Gyesan                                        | 계산             | 桂山             |                | Linea 1 | 1.1            | 4.6             | Incheon | Gyeyang-gu  |
| I115            | Università Nazionale dell'educazione Gyeongin | 경인교대입구     | 京仁敎大入口     |                | Linea 1 | 0.9            | 5.5             | Incheon | Gyeyang-gu  |
| I116            | Jakjeon                                       | 작전             | 鵲田             |                | Linea 1 | 0.9            | 6.4             | Incheon | Gyeyang-gu  |
| I117            | Galsan                                        | 갈산             | 葛山             |                | Linea 1 | 1.4            | 7.8             | Incheon | Bupyeong-gu |
| I118            | Bupyeong-gucheong                             | 부평구청         | 富平區廳         | ● Linea 7 Seul | Linea 1 | 1.0            | 8.8             | Incheon | Bupyeong-gu |
| I119            | Bupyeong mercato                              | 부평시장         | 富平市場         |                | Linea 1 | 1.1            | 9.9             | Incheon | Bupyeong-gu |
| I120            | Bupyeong                                      | 부평             | 富平             | ● Linea 1 Seul | Linea 1 | 0.9            | 10.8            | Incheon | Bupyeong-gu |
| I121            | Dongsu                                        | 동수             | 東樹             |                | Linea 1 | 0.9            | 11.7            | Incheon | Bupyeong-gu |
| I122            | Bupyeong-samgeori                             | 부평삼거리       | 富平삼거리       |                | Linea 1 | 1.1            | 12.8            | Incheon | Bupyeong-gu |
| I123            | Ganseo-gogeori                                | 간석오거리       | 間石오거리       |                | Linea 1 | 1.2            | 14.0            | Incheon | Namdong-gu  |
| I124            | Incheon Municipio                             | 인천시청         | 仁川市廳         | ● Linea 2      | Linea 1 | 1.4            | 15.4            | Incheon | Namdong-gu  |
| I125            | Arts Center                                   | 예술회관         | 藝術會館         |                | Linea 1 | 1.0            | 16.4            | Incheon | Namdong-gu  |
| I126            | Incheon Bus Terminal                          | 인천터미널       | 仁川터미널       |                | Linea 1 | 0.8            | 17.2            | Incheon | Nam-gu      |
| I127            | Munhak Sports Complex                         | 문학경기장       | 文鶴競技場       |                | Linea 1 | 0.8            | 18.0            | Incheon | Yeonsu-gu   |
| I128            | Seonhak                                       | 선학             | 仙鶴             |                | Linea 1 | 0.8            | 18.8            | Incheon | Yeonsu-gu   |
| I129            | Sinyeonsu                                     | 신연수           | 新延壽           |                | Linea 1 | 1.1            | 19.9            | Incheon | Yeonsu-gu   |
| I130            | Woninjae                                      | 원인재           | 源仁齋           | ■ Linea Suin   | Linea 1 | 0.9            | 20.8            | Incheon | Yeonsu-gu   |
| I131            | Dongchun                                      | 동춘             | 東春             |                | Linea 1 | 1.1            | 21.9            | Incheon | Yeonsu-gu   |
| I132            | Dongmak                                       | 동막             | 東幕             |                | Linea 1 | 1.0            | 22.9            | Incheon | Yeonsu-gu   |
| I133            | Campus Town                                   | 캠퍼스타운       | 캠퍼스타운       |                | Linea 1 | 1.6            | 24.5            | Incheon | Yeonsu-gu   |
| I134            | Technopark                                    | 테크노파크       | 테크노파크       |                | Linea 1 | 0.8            | 25.3            | Incheon | Yeonsu-gu   |
| I135            | BIT Zone                                      | 지식정보단지     | 知識情報團地     |                | Linea 1 | 1.4            | 26.7            | Incheon | Yeonsu-gu   |
| I136            | Università di Incheon                         | 인천대입구       | 仁川大入口       |                | Linea 1 | 1.0            | 27.7            | Incheon | Yeonsu-gu   |
| I137            | Central Park                                  | 센트럴파크       | 中央公園         |                | Linea 1 | 0.9            | 28.6            | Incheon | Yeonsu-gu   |
| I138            | IBD                                           | 국제업무지구     | 國際業務地區     |                | Linea 1 | 0.8            | 29.4            | Incheon | Yeonsu-gu   |
| I139            | Songdo Moonlight Festival Park                | 송도달빛축제공원 | 松島달빛祝祭公園 |                | Linea 1 | 0.8            | 30.3            | Incheon | Yeonsu-gu   |
|                 |                                               |                  |                  |                |         |                |                 |         |             |